# La Nuit de Walpurgis
La Nuit de Walpurgis (en allemand : Walpurgisnacht) est un roman fantastique de Gustav Meyrink paru en 1917. Il a la particularité de développer le genre fantastique à l'échelle de l'Histoire.

## Résumé
Le roman raconte le soulèvement populaire qui éclate à Prague en 1917, pendant la Première Guerre mondiale. Peu de temps avant le soulèvement, des événements annonciateurs se produisent. On approche en effet de la nuit de Walpurgis :
« Une fois chaque année, le 30 avril, revient la nuit de Walpurgis. La nuit où, selon la croyance populaire, les fantômes se libèrent. Mais il y a également des nuits de Walpurgis d'ampleur cosmique, Excellence! Elles sont trop espacées dans le temps pour que les hommes s'en souviennent, de sorte qu'elles apparaissent à chaque fois comme des phénomènes inédits et inouïs. Nous sommes arrivés aujourd'hui au crépuscule d'une telle nuit cosmique. Des événements vont éclater les uns après les autres presque sans raison. »
Ainsi, un étrange somnambule, Zrcadlo apparaît au beau milieu d'un dîner aristocratique au Hradschin. Ottakar Vondrejc, le bâtard condamné à mourir bientôt à cause d'une malformation cardiaque, se voit prédire qu'il sera sacré empereur du monde. Son amante, la princesse Polyxena, assiste à une réunion des fomentateurs du soulèvement. Pour empêcher que cela se produise, elle tente d'exercer sur eux l'aweysha, ce puissant pouvoir de suggestion qui serait à l'origine de toutes les guerres dans le monde. Pendant ce temps, le vieux médecin Flugbeil tente de renouer le contact avec Liesel la bohémienne, son ancien amour devenue prostituée.
À la fin du livre éclate l'insurrection, qui propulse les personnages vers leur destin. L'armée va écraser les insurgés dont Ottokar est devenu le chef. Ce dernier est emporté par sa maladie de cœur juste avant l'arrivée des soldats. Face à la mort de Liesel, Flugbeil se suicide.

## Le ressort du fantastique: la légende réalisée

### La légende de Jan Žižka
La légende utilisée par Meyrink dans La Nuit de Walpurgis est celle de Jan Žižka, chef de guerre borgne des taborites pendant les guerres hussistes qui, ayant perdu son deuxième œil au combat, ordonna qu'à sa mort on pendisse sa peau sur un tambour. De cette manière il devait mener ses hommes au combat par delà la mort.
Dans le roman, il symbolise le déchaînement de violence sanguinaire. Incarné dans le personnage du somnambule Zrcadlo, il génère une force destructrice qui provoque le soulèvement populaire. Pour se conformer à la légende, Zrcadlo est dépecé par la foule furieuse pour en faire un tambour, et les insurgés se mettent en marche vers le Hradschin dans l'intention de le piller.

### La nuit de Walpurgis
La croyance qui relève de la superstition se réalise également, incarnée par la Nuit de Walpurgis dans le roman. Durant cette nuit, les spectres sortent de l'ombre et la fureur se déchaîne. Bien vite, la nuit de Walpurgis devient le seul argument pour expliquer les événements qui se déroulent et leur violence.
À travers ces légendes, Meyrink veut mettre en scène l'inéluctable retour à la violence dans l'histoire. Son roman est marqué du sceau de la fatalité.

## Echo de la Première Guerre mondiale dans le roman
Il est important de noter que ce livre a été rédigé pendant la Première Guerre mondiale. L'action du roman, empreinte d'une atmosphère de cataclysme, fait écho « au moins métaphoriquement » à la Grande Guerre. Meyrink conçoit cet événement comme l'irruption de forces obscures face auquel l'individu ne peut rien. En cela, le fantastique de La Nuit de Walpurgis marque une rupture avec la littérature fantastique traditionnelle, qui s'articule autour du héros. Les événements échappent certes à la raison, mais ne sont pas pour autant dus au hasard ; ils sont dictés par une fatalité qui relève de la légende, de la superstition. 
Cela conduit à deux résultats opposés : d'une part Meyrink donne une vision consolante de l'Histoire, en donnant une raison d'être aux événements ; mais il réduit ainsi l'homme à l'état de marionnette dans les mains de forces qui le dépassent. La Nuit de Walpurgis est donc un roman assez pessimiste.